# Flegmatique

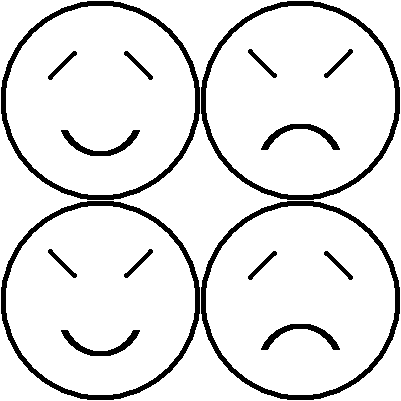

Le flegmatique (du latin phlegmaticus, « flegmatique ») est, dans la théorie des humeurs, un individu principalement caractérisé par le calme.

## Étymologie
Le mot flegmatique est issu du latin phlegmaticus lui-même issu du grec φλεγματικός (phlegmatikós).
Il peut également s'orthographier phlegmatique.
Le caractère pouvant également être provoqué à un excès de lymphe, et étant associé au froid, son emploi dans le langage courant est synonyme de « lymphatique » ou de « sang-froid ».

## Théorie des humeurs
Dans la théorie des humeurs, le terme est employé pour désigner une personne dont l'excès de flegme (pituite) ou de lymphe — organes associés à l'eau — induisait un caractère calme,.
Les médecins hippocratiques conçoivent la maladie comme le résultat d’une souffrance du corps caractérisée par ce qu’ils assument comme étant un « mélange perturbé » des humeurs fondamentales (dont le froid) provoquée par la perte de la proportionnalité des qualités (chaud/froid, sec/humide). Dans cette idée, une personne qualifiée comme étant « flegmatique » est une personne dont l’humeur penche vers le flegme, de qualité froide et humide, mais restant équilibré.

## Emploi dans la littérature
Le terme a été employé par George Sand, Émile Zola, ou Guy Chantepleure.